# Malostranské gymnázium
Osmileté všeobecné gymnázium bylo založeno v roce 1995 pod názvem Gymnázium a rodinná škola. První ředitelkou (1995–2008) byla PaedDr. Daniela Paková. V roce 2008 škola změnila název na Malostranské gymnázium. Převzalo tím tradiční označení, užívané od sklonku 19. století pro nedaleké Gymnázium Jana Nerudy.